# Sonja Tol
Sonja Tol (Ede, 16 november 1972) is een Nederlands schermster. Ze was in 2004 de eerste Nederlandse degenschermster ooit die zich plaatste voor de Olympische Spelen. Ze is 12-voudig Nederlands Kampioen Degen, ze won die titel in 1998, 1999, 2001, 2002, 2003, 2005, 2007, 2008, 2009, 2010, 2011 en 2012. Op het wereldkampioenschap 2009 in Antalya won Tol brons.

## Biografisch
Tol studeerde Afrikanistiek aan de Universiteit Leiden. In Leiden kwam ze in aanraking met de schermsport. Op 29 april 2005 benoemde de Koninklijke Nederlandse Algemene Schermbond (KNAS) Tol tot 'Lid van Verdienste'. Bij defensie was ze luitenant ter zee 2e klasse bij de Koninklijke Marine. Ze begon bij de marine in 1999 als beroepsmilitair voor bepaalde tijd (BBT). Tol was t/m 2008 lid van de Defensie Topsport Selectie. Sinds 2009 werkt Tol bij Spaarnelanden in Haarlem.

## Wereldbeker
Tol schreef in 2006 een wereldbekerwedstrijd in Luxemburg op haar naam. Daarvoor won ze in de finale met 15-8 van de Russische Oksana Ermakova. Eerder won ze tweemaal in Katowice en eenmaal in Göteborg.

## Olympisch
Tol was op de Olympische Zomerspelen 2004 de eerste Nederlandse degenschermster ooit die aanwezig was op een Olympisch toernooi. Ze kwalificeerde zich hiervoor door op 17 april 2004 het Europese Olympische kwalificatietoernooi in Gent te winnen. Ze werd in de tweede ronde van het Olympisch toernooi uitgeschakeld door de Hongaarse Ildikó Mincza-Nébald.